# All Pigs Must Die (All Pigs Must Die)
All Pigs Must Die è il primo omonimo extended play della band Hardcore/Crust punk americana All Pigs Must Die, nonché disco d'esordio. Pubblicato da Nonbeliever Recordings, è stato stampato solo in vinile formato 12 pollici.

## Tracce
1. Hungry Wolf, Easy Prey – 3:36 (Backer, Wentworth, Woods, Koller)
2. Sermon For the End – 3:40 (Backer, Wentworth, Woods, Koller)
3. Die Ignorant – 3:12 (Backer, Wentworth, Woods, Koller)
4. Noxchi Assault – 2:48 (Backer, Wentworth, Woods, Koller)
5. Death in My Wake – 6:32 (Backer, Wentworth, Woods, Koller)

## Formazione
- Kevin Baker - voce
- Adam Wentworth - chitarra
- Matt Woods - basso
- Ben Koller - batteria